# Phillip Bruggisser
Phillip Bruggisser (* 7. August 1991 in Rødovre) ist ein dänischer Eishockeyspieler, der seit Oktober 2021 bei den Fischtown Pinguins Bremerhaven aus der Deutschen Eishockey Liga (DEL) unter Vertrag steht und dort auf der Position des Verteidigers spielt. Zuvor war Bruggisser bereits für die Krefeld Pinguine sowie Grizzlys Wolfsburg in der DEL aktiv und absolvierte darüber hinaus über 300 Partien in der höchsten dänischen Spielklasse, wo er im Jahr 2017 mit Esbjerg Energy die dänische Meisterschaft gewann.

## Karriere

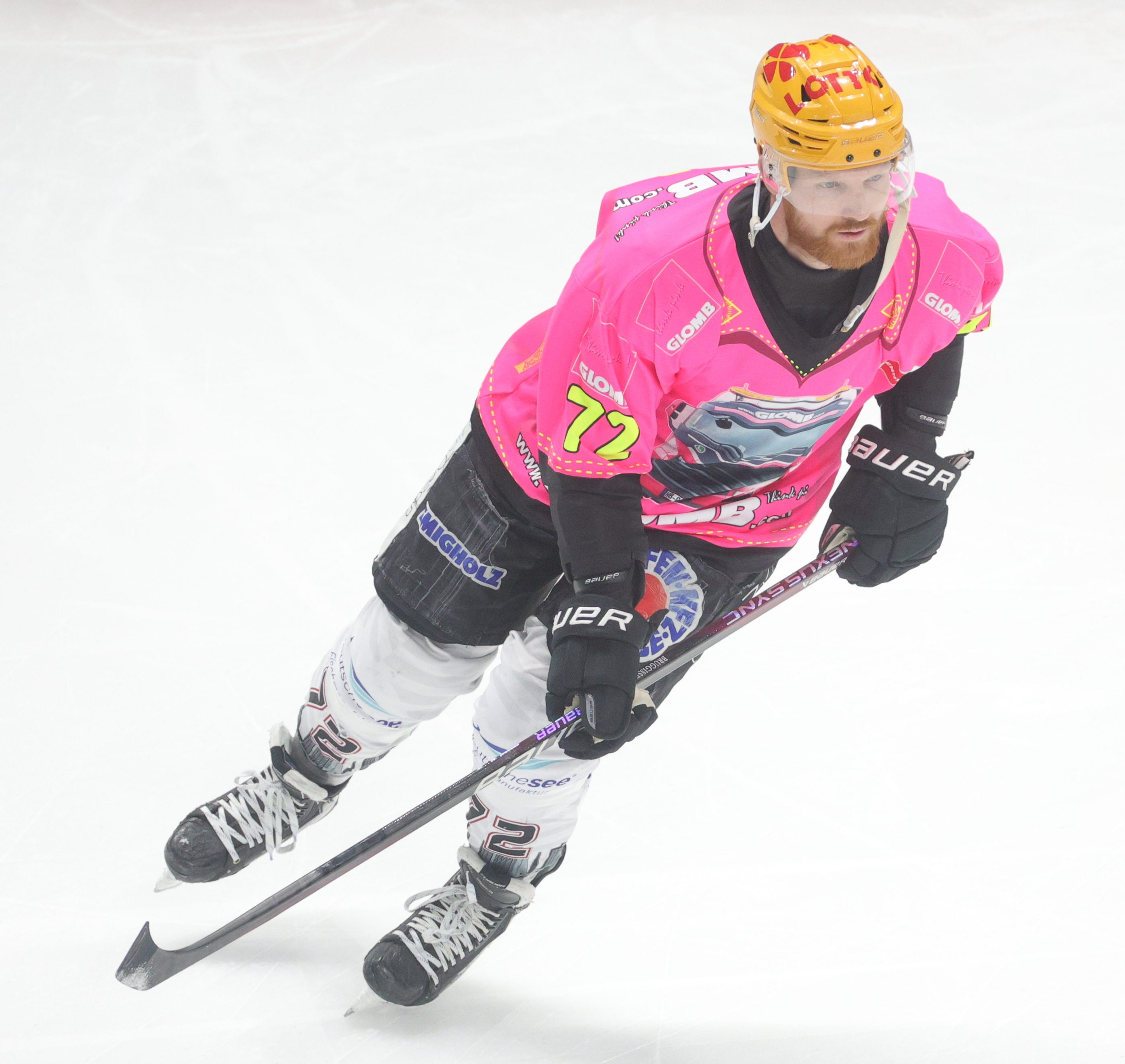
Bruggisser im Trikot der Fischtown Pinguins Bremerhaven (2024)

Bruggisser erlernte das Eishockeyspielen beim Klub aus seiner Heimatkommune bei Rødovre SIK. Bereits im Alter von 15 Jahren debütierte der Verteidiger im Verlauf der Saison 2006/07 in der zweiten Mannschaft des Vereins in der zweithöchsten dänischen Spielklasse, der 1. division. Im Sommer 2007 wechselte das Talent innerhalb Dänemarks zu den Junioren von EfB Ishockey nach Esbjerg. Nachdem er dort im Spieljahr 2007/08 ebenfalls in der zweiten Mannschaft in der 1. division zu Einsätzen gekommen war, debütierte er im Verlauf der Spielzeit 2008/09 in der AL-Bank Ligaen, während er hauptsächlich für die U20-Junioren spielte, mit denen er im Jahr 2008 die U20-Landesmeisterschaft gewonnen hatte. Mit Beginn der Spielzeit 2008/09 war Bruggisser Stammspieler in der Profimannschaft des Vereins und war dort schließlich bis zum Sommer 2012 aktiv.
Im Sommer 2012 wurde der Däne vom schwedischen Drittligisten IF Sundsvall Hockey unter Vertrag genommen. Dort verbrachte er die Saison 2012/13 und wechselte in der folgenden Sommerpause zum Ligakonkurrenten Kristianstads IK. In der Spielzeit 2013/14 avancierte der 22-Jährige zu einem der punktbesten und torgefährlichsten Abwehrspieler der Spielklasse. In der Folge wurde er im Mai 2014 von Almtuna IS aus der zweitklassigen HockeyAllsvenskan verpflichtet, die ihn nach wenigen Einsätzen bereits im Oktober desselben Jahres für den Rest des Spieljahres wieder nach Kristianstad ausliehen. Zur Saison 2015/16 beendete Bruggisser seine Zeit in Schweden nach drei Jahren und kehrte in seine Heimat zu seinem Ausbildungsverein zurück, der inzwischen unter dem Namen Rødovre Mighty Bulls firmierte. Zur Spielzeit 2016/17 wechselte der Defensivspieler innerhalb der Liga zu Esbjerg Energy. Mit dem Klub gewann Bruggisser im Frühjahr 2017 die dänische Meisterschaft.
Nach einem weiteren Jahr in Esbjerg, an dessen Ende er ins All-Star-Team der Liga berufen worden war, wechselte der Verteidiger zur Saison 2018/19 ins benachbarte Deutschland. Dort hatten sich die Krefeld Pinguine aus der Deutschen Eishockey Liga (DEL) seine Dienste gesichert. Vor der Spielzeit wurde er umgehend zum Mannschaftskapitän ernannt, allerdings zur Saison 2019/20 in dieser Funktion von Torsten Ankert beerbt. Bereits im März 2020 wurde der ligainterne Wechsel des Dänen zu den Grizzlys Wolfsburg bekannt, für die er inklusive der Playoffs allerdings nur 34 Partien absolvierte. Anschließend erhielt Bruggisser kein neues Vertragsangebot bei den Wolfsburgern, woraufhin er sich im September 2021 dem österreichischen Klub EC KAC anschloss, der am Spielbetrieb der ICE Hockey League teilnahm. Das Engagement in Österreich dauerte jedoch nur eineinhalb Monate an, da der Abwehrspieler bereits Mitte Oktober den Vertrag mit den Klagenfurtern auflöste und in die DEL zurückkehrte. Dort hatten ihm die Fischtown Pinguins Bremerhaven ein Angebot unterbreitet. Mit dem Team erreichte er in der Spielzeit 2023/24 mit dem Gewinn der Vizemeisterschaft den bis dato größten Erfolg der Bremerhavener Vereinsgeschichte.

### International
Im Juniorenbereich kam Bruggisser bei der U18-Junioren-Weltmeisterschaft der Division I 2009 sowie der U20-Junioren-Weltmeisterschaft der Division I 2011 zu Einsätzen für die Auswahlteams des dänischen Eishockeyverbands Danmarks Ishockey Union. Mit der U20-Mannschaft gelang ihm dabei der Aufstieg in die Top-Division.
Bereits in der Saison 2010/11 feierte der Verteidiger sein Debüt in der A-Nationalmannschaft seines Heimatlandes. Es dauerte allerdings bis zur Weltmeisterschaft 2014, ehe Bruggisser sein erstes internationales Turnier absolvierte. In der Folge gehörte er auch zu den Aufgeboten bei den Welttitelkämpfen der Jahre 2017, 2019, 2021, 2024 und 2025. Zudem nahm er mit der Auswahl an den Olympischen Winterspielen 2022 in der chinesischen Hauptstadt Peking, als die Dänen den siebten Platz belegten, und an der Qualifikation für die Olympischen Winterspiele 2026 teil.

## Erfolge und Auszeichnungen
- 2008 Dänischer U20-Meister mit EfB Ishockey
- 2017 Dänischer Meister mit Esbjerg Energy
- 2018 Metal Ligaen All-Star Team
- 2024 Deutscher Vizemeister mit den Fischtown Pinguins Bremerhaven

### International
- 2011 Aufstieg in die Top-Division bei der U20-Junioren-Weltmeisterschaft der Division I

## Karrierestatistik
Stand: Ende der Saison 2024/25

### International
Vertrat Dänemark bei:
| - U18-Junioren-Weltmeisterschaft der Division I 2009 - U20-Junioren-Weltmeisterschaft der Division I 2011 - Weltmeisterschaft 2014 - Weltmeisterschaft 2017 - Weltmeisterschaft 2019 | - Weltmeisterschaft 2021 - Olympischen Winterspielen 2022 - Weltmeisterschaft 2024 - Qualifikationsturnier für die Olympischen Winterspiele 2026 - Weltmeisterschaft 2025 |

(Legende zur Spielerstatistik: Sp oder GP = absolvierte Spiele; T oder G = erzielte Tore; V oder A = erzielte Assists; Pkt oder Pts = erzielte Scorerpunkte; SM oder PIM = erhaltene Strafminuten; +/− = Plus/Minus-Bilanz; PP = erzielte Überzahltore; SH = erzielte Unterzahltore; GW = erzielte Siegtore; 1 Play-downs/Relegation; Kursiv: Statistik nicht vollständig)